# Охотино (Мышкинский район)
Охотино — село в Мышкинском районе Ярославской области России. Административный центр Охотинского сельского поселения и Охотинского сельского округа.

## География
Село расположено на правом берегу Волги (Рыбинское водохранилище), на федеральной автомобильной трассе Р104. В южном направлении от Охотино трасса выходит на мост через реку Юхоть, перед мостом с восточной стороны трассы стоит деревня Борок. С северной стороны к селу примыкает деревня Высоцкая. К северо-востоку от Охотино стоят деревни Кулдычево и Позиралки.

## История
Деревня Охотина указана на плане Генерального межевания Рыбинского уезда 1792 года. Административно входило в состав Рыбинского уезда.

## Население
| 1859 | 1914 | 2002 | 2007 | 2010 |
| ---- | ---- | ---- | ---- | ---- |
| 51   | ↗77  | ↗189 | ↗199 | ↘159 |

Согласно результатам переписи 2002 года, в национальной структуре населения русские составляли 98 % из 189 жителей.
На 1 января 2007 года в селе числилось 199 постоянных жителей. Почтовое отделение, находящееся в селе, обслуживает дома на 8 улицах: Первомайская, Лесная, Труда, Солнечная, Вознесенская, Молодёжная, Плиговская, Полевая.

## Достопримечательности
В селе на берегу Волги находится церковь Вознесения Господня, которая была освящена 23 июня 1790 года. Церковь построена на средства купца Александра Петровича Березина.